# Thorsten Streppelhoff
Thorsten Streppelhoff (n. 15 august 1969, Dorsten, Republica Federală Germania, Germania) este un canotor ce a reprezentat Germania, medaliat olimpic. A participat la 2 ediții ale Jocurilor Olimpice (1992, 1996) în care a câștigat o medalie de argint și o medalie de bronz.